# Хосман
Хосман (рум. Hosman) — село у повіті Сібіу в Румунії. Входить до складу комуни Нокріх.
Село розташоване на відстані 203 км на північний захід від Бухареста, 22 км на схід від Сібіу, 122 км на південний схід від Клуж-Напоки, 93 км на захід від Брашова.

## Населення
За даними перепису населення 2002 року у селі проживали 790 осіб.
Національний склад населення села:
| Національність | Кількість осіб | Відсоток |
| -------------- | -------------- | -------- |
| румуни         | 691            | 87,5%    |
| цигани         | 88             | 11,1%    |
| німці          | 6              | 0,8%     |
| угорці         | 5              | 0,6%     |

Рідною мовою назвали:
| Мова      | Кількість осіб | Відсоток |
| --------- | -------------- | -------- |
| румунська | 694            | 87,8%    |
| циганська | 88             | 11,1%    |
| німецька  | 6              | 0,8%     |